# Leiopleura
Leiopleura är ett släkte av skalbaggar. Leiopleura ingår i familjen praktbaggar.
Kladogram enligt Catalogue of Life:
| Leiopleura | \| \| Leiopleura carbonata \| \| \| \| \| \| Leiopleura otero \| \| \| \| |
|            | \| \| Leiopleura carbonata \| \| \| \| \| \| Leiopleura otero \| \| \| \| |
|            | Leiopleura carbonata                                                      |
|            |                                                                           |
|            | Leiopleura otero                                                          |
|            |                                                                           |